# Малиховский
Малиховский — хутор в Фатежском районе Курской области России. Входит в состав Большежировского сельсовета.

## География
Хутор находится у ручья Никовец (правый приток Руды в бассейне Усожи), в 91 км от российско-украинской границы, в 32 км к северо-западу от Курска, в 18 км к юго-западу от районного центра — города Фатеж, в 11 км от центра сельсовета — села Большое Жирово.
Климат
Малиховский, как и весь район, расположен в поясе умеренно континентального климата с тёплым летом и относительно тёплой зимой (Dfb в классификации Кёппена).
Часовой пояс
Хутор Малиховский, как и вся Курская область, находится в часовой зоне МСК (московское время). Смещение применяемого времени относительно UTC составляет +3:00.

## Население
| 2002 | 2010 |
| ---- | ---- |
| 2    | ↘0   |

## Инфраструктура
В хуторе 5 домов.

## Транспорт
Малиховский находится в 10,5 км от автодороги федерального значения М2 «Крым» (Москва — Тула — Орёл — Курск — Белгород — граница с Украиной) как часть европейского маршрута E105, в 31,5 км от автодороги регионального значения 38К-018 (Курск — Поныри), в 14 км от автодороги 38К-039 (Фатеж — 38К-018), в 2 км от автодороги межмуниципального значения 38Н-221 (М-2 «Крым» — Кромская), в 30,5 км от ближайшего ж/д остановочного пункта 433 км (линия Льгов I — Курск).
В 150 км от аэропорта имени В. Г. Шухова (недалеко от Белгорода).